# Epping (London Underground)

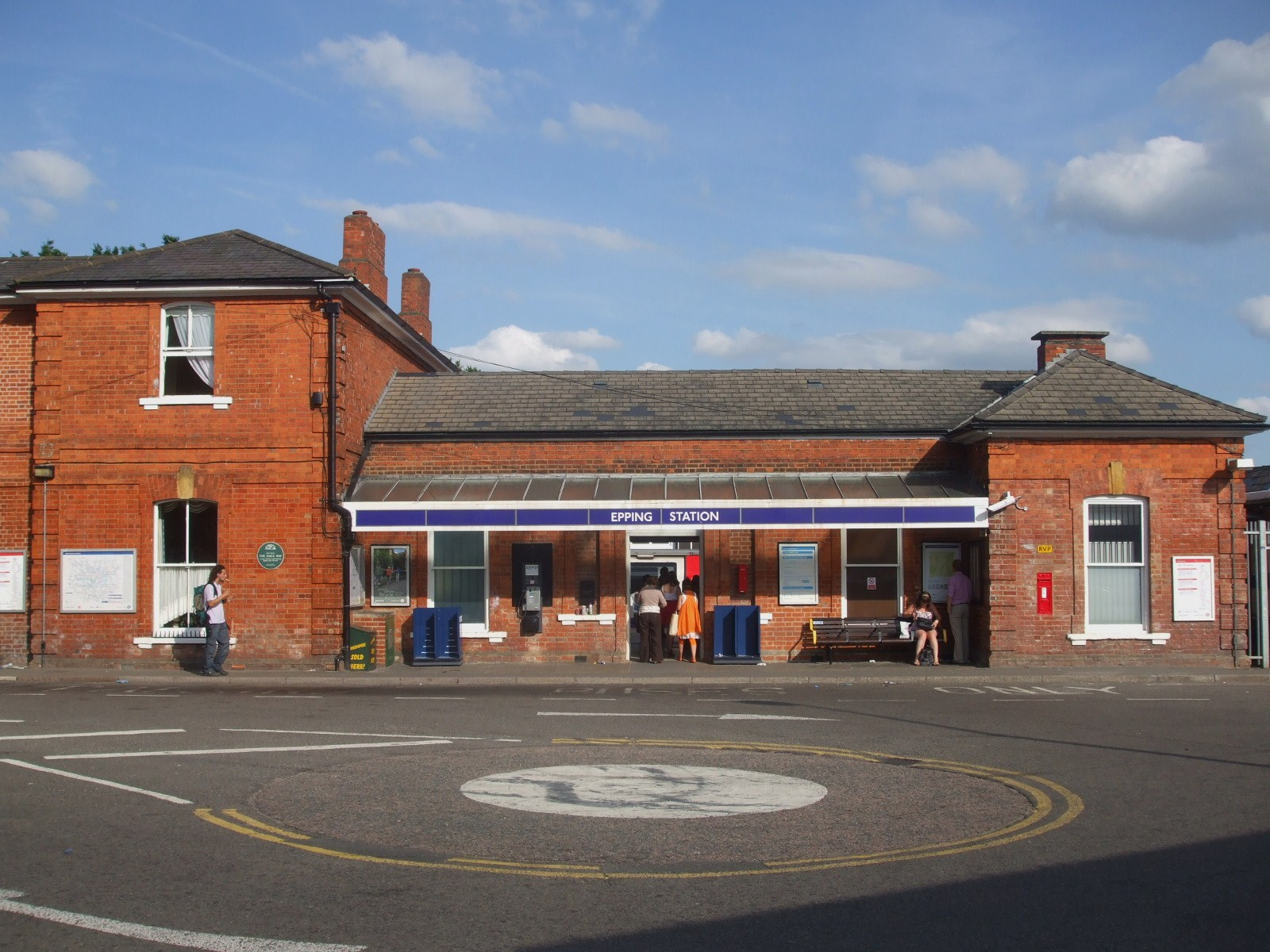
Stationsgebäude

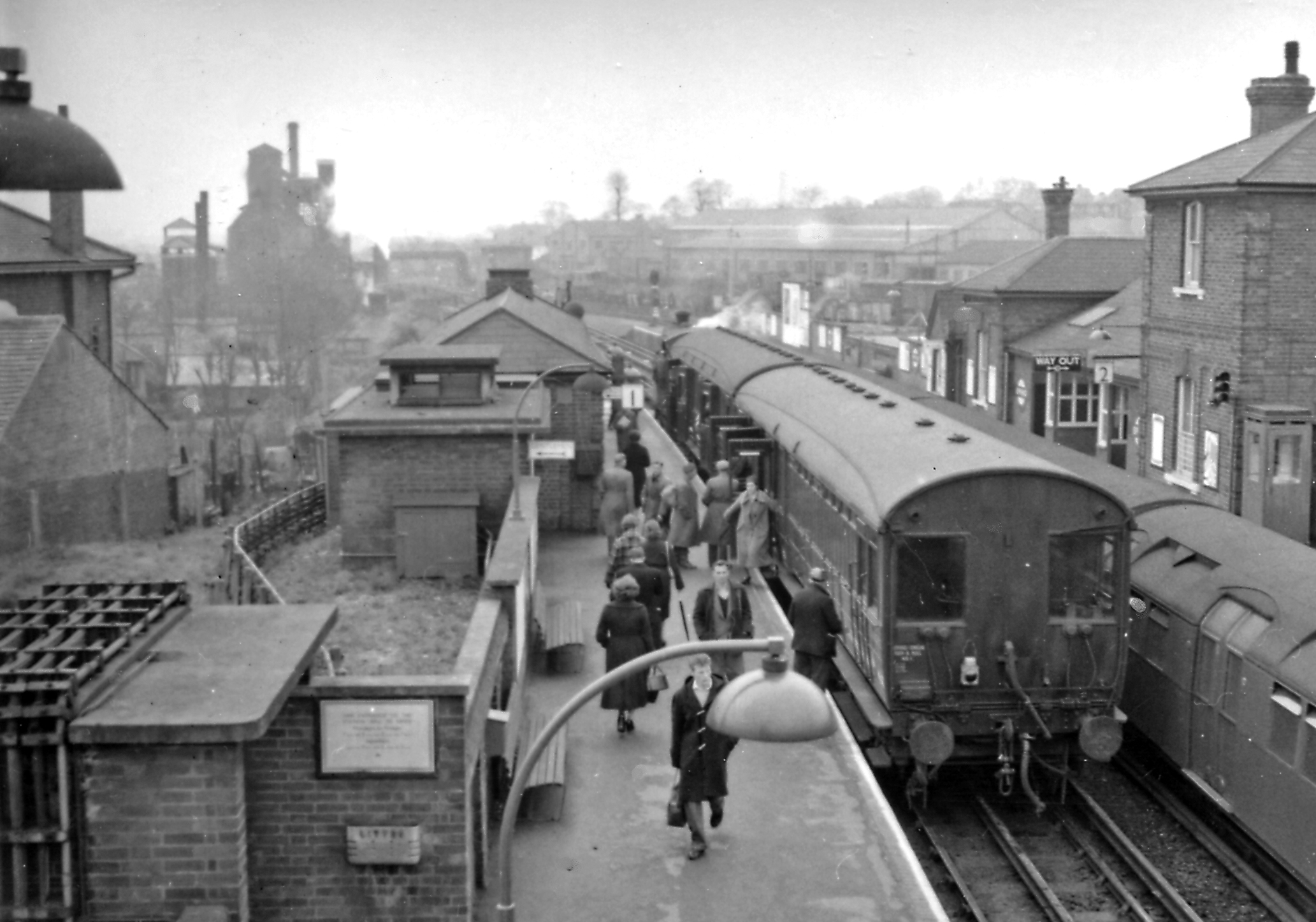
Ansicht des Bahnsteigs (März 1957) mit dampfbetriebenem Pendelzug nach Ongar

Epping ist eine oberirdische Station der London Underground. Die nördlichste Station des Underground-Netzes liegt in der Travelcard-Tarifzone 6 und ist eine von 14 außerhalb von Greater London. Sie befindet sich an der Station Road in der Ortschaft Epping im Distrikt Epping Forest der Grafschaft Essex. Im Jahr 2014 nutzten 3,07 Millionen Fahrgäste diese von der Central Line bediente Station.

## Geschichte
Die Station wurde am 24. April 1865 durch die Great Eastern Railway (GER) eröffnet, als Teil des neuen Streckenabschnitts zwischen Loughton und Ongar. Ab 1923 war die Strecke im Besitz der London and North Eastern Railway (LNER). Nach der Verstaatlichung der LNER ging die Strecke 1948 für wenige Monate in den Besitz von British Railways über, die auf dem noch nicht elektrifizierten Abschnitt Pendelzüge mit Dampflokomotiven verkehren ließ. Der U-Bahn-Betrieb begann am 25. September 1949.
Auf dem eingleisigen Streckenabschnitt zwischen Epping und Ongar verkehrten mehr als acht Jahre lang weiterhin dampfbetriebene Züge von British Railways im Auftrag von London Underground. Am 18. November 1957 war auch hier die Elektrifizierung abgeschlossen. Der Abschnitt nach Ongar war jedoch stets wenig frequentiert. Es verkehrten lediglich Pendelzüge mit zwei oder drei Wagen, die Fahrgäste mussten in Epping umsteigen.
Seit Beginn der 1980er Jahre fuhren die Züge nach Ongar nur noch während der Hauptverkehrszeit. Am 30. September 1994 erfolgte die Stilllegung, da der Betrieb zu unrentabel war und zudem kostspielige Unterhaltsarbeiten notwendig geworden wären. Seit 10. Oktober 2004 führt die Epping Ongar Railway an Wochenenden einen Museumsbahnbetrieb durch, Ausgangspunkt ist der einige hundert Meter weiter nördlich gelegene, nachträglich errichtete Haltepunkt Coopersale. 